# Duarte Pacheco Pereira
Duarte Pacheco Pereira (portugalsko: [duˈaɾtɨ pɐˈʃeku pɨˈɾɐjɾɐ]; ok. 1460 – 1533), ki ga je pesnik Camões imenoval portugalski Ahil (Aquiles Lusitano), je bil portugalski pomorski kapitan, vojak, raziskovalec in kartograf. Potoval je predvsem po osrednjem Atlantskem oceanu zahodno od Zelenortskih otokov, vzdolž obale Zahodne Afrike in v Indijo. Njegovi dosežki na področju strateškega vojskovanja, raziskovanja, matematike in astronomije so bili izjemne ravni.

## Ozadje
Pacheco Pereira je bil sin Joãa Pacheca in Isabel Pereire. V mladosti je služil kot osebni oproda portugalskega kralja. Leta 1475 je po diplomi z odliko prejel študijsko štipendijo od samega monarha. Kasneje, leta 1488, je raziskoval zahodno obalo Afrike. Njegova odprava je zbolela za vročino in izgubila ladjo. Pacheca Pereiro je z otoka Príncipe v Gvinejskem zalivu rešil Bartolomeu Dias, ko se je Dias vračal s prvega obhoda Rta dobrega upanja.
Znanje, ki ga je zbral na Diasovi odpravi, pa tudi njegova lastna raziskovanja, mu je prineslo mesto uradnega geografa portugalskega monarha. Leta 1494 je podpisal papeževo pogodbo iz Tordesillasa, ki je nekrščanski svet razdelila med Portugalsko in Španijo.

## Pacheco v Indiji
Leta 1503 je Duarte Pacheco Pereira odplul v Indijo kot kapitan ladje Espírito Santo, ene od treh ladij v floti, ki jo je vodil Afonso de Albuquerque. Leta 1504 je bil poveljnik obrambe Cočina, portugalskega protektorata v Indiji, pred vrsto napadov med marcem in julijem 1504, ki jih je izvedel vladajoči Zamorin iz Calicuta. (glej bitka pri Cočinu (1504)). Ker je imel na voljo le 150 Portugalcev in majhno število malabarskih pomožnih enot, je bil Cočin v številčni premoči Zamorinove 60.000-članske vojske. Kljub temu je Duarte Pacheco s pametnim pozicioniranjem, individualnimi junaštvi in veliko sreče pet mesecev uspešno odbijal napade, dokler ponižani Zamorin končno ni umaknil svojih sil. Njegov sin Lisuarte (ali Jusarte) je prevzel vodilno vlogo v boju.
Za svoje podvige pri obrambi Cočina je Duarte Pacheco prejel orožje od Trimumpara Radža iz Cočina, portugalski kralj Manuel I. pa ga je po vrnitvi v Lizbono leta 1505 pozdravil s častmi in javnimi slovesnostmi.

## Po Indiji
Njegov dnevnik (1506), ki ga hrani Portugalski nacionalni arhiv (Torre do Tombo), je verjetno prvi evropski dokument, ki priznava, da so si šimpanzi izdelali lastna osnovna orodja.
Med letoma 1505 in 1508 je Duarte Pacheco Pereira napisal knjigo Esmeraldo de Situ Orbis, ki jo je navdihnilo delo Pomponija Mele De situ Orbis, ki je opisana kot eno prvih večjih znanstvenih del, ki »poroča o tem, kaj je bilo opaženo in eksperimentirano v novo 'odkritem' okolju«. Ker ni bila nikoli dokončana, je bila objavljena šele leta 1892, verjetno zato, da bi se drugim izognili posredovanju informacij o dragoceni portugalski trgovini z Gvinejo.
(Pomen besede esmeraldo v naslovu je bil predmet številnih ugibanj. Med predlogi so, da se nanaša na smaragdno zeleno barvo morja; da gre za anagram, ki združuje imena 'Emmanuel' (za portugalskega kralja Manuela I.) in 'Eduardus' (Duarteja Pacheca), da je Esmeralda morda ime (ali vzdevek) ladje, s katero je Duarte Pacheco odplul v Indijo, da gre za popačenko španske besede esmerado (kar pomeni 'vodnik'), da je v malajalamščini smaragdni dragi kamen znan kot pache ali pachec, zato je Esmeraldo besedna igra na njegovo lastno ime (torej Pachecov De Situ Orbis).
Duarte Pacheco Pereira je bil verjetno eden prvih zgodnjih modernih Evropejcev, ki je znanstveno preučeval razmerje med plimovanjem in luninimi menami, kar je imelo ključnega pomena v bitki pri Cočinu, in si je skrbno beležil čas plimovanja. Pacheco naj bi bil prvi, ki je opazil njihovo povezavo z luno in določil pravila za napovedovanje gibanja plimovanja s sklicevanjem na lunina opazovanja. Prav tako je pregledal svoje podatke, da bi popravil in izboljšal astronomska opazovanja (zlasti popravil povprečno dnevno odstopanje lune od sonca) in konstruiral navtične meritve, ki jih bodo uporabljali bodoči portugalski navigatorji.
Leta 1508 je portugalski kralj naročil Duarteju Pachecu, naj zasleduje francoskega gusarja Mondragona, ki je deloval med Azori in portugalsko obalo, kjer so napadli ladje, ki so prihajale iz portugalske Indije. Duarte Pacheco je leta 1509 pri rtu Finisterre našel in ga stisnil v kot ter ga premagal in ujel.
Kasneje v življenju, ko je bil odsoten in je upravljal São Jorge da Mina, so ga sovražniki na dvoru obrekovali z obtožbami o kraji in korupciji. Odpoklicali so ga v prestolnico in ga na kratko zaprli, dokler ga krona ni oprostila, ker se je izkazalo, da je nedolžen. Toda škoda je bila storjena, saj je izgubil guvernerstvo. Čeprav je bil oproščen in je bil njegov zaščitnik kralj Ivan II. Portugalski, njegov naslednik ni priznal vrednosti Duarteja Pacheca. Duarte Pacheco je prejšnjemu kralju služil kot oproda, kralju Manuelu pa zgolj kot visok služabnik. Zaradi oddaljenosti od Lizbone in uspeha je imel veliko sovražnikov v tujini in le malo prijateljev v prestolnici, ki bi ga branili. Do svoje smrti je živel od kraljeve pokojnine.
Po mnenju enega najpomembnejših biografov, portugalskega zgodovinarja Joaquima Barradasa de Carvalha, ki je v 1960-ih živel v izgnanstvu v Braziliji, je bil Duarte Pacheco genij, primerljiv z Leonardom da Vincijem. Z več kot dvestoletnim pričakovanjem je bil kozmograf odgovoren za izračun vrednosti stopinje poldnevnika z mejo napake le 4 %, medtem ko se je trenutna napaka takrat gibala med 7 in 15 %.

## Možno odkritje Brazilije
Prav tako se domneva, da je Duarte Pacheco Pereira morda odkril obale otokov Maranhão, Pará in Marajó ter ustje reke Amazonke leta 1498, pred morebitnimi izkrcanji odprav Ameriga Vespuccija leta 1499, Vicenteja Yáñeza Pinzona januarja 1500 in Diega de Lepeja februarja 1500; ter Cabralove odprave aprila 1500, s čimer je postal prvi znani evropski raziskovalec današnje Brazilije. Ta trditev temelji na interpretacijah šifriranega rokopisa Esmeraldo de Situ Orbis, ki ga je napisal Duarte Pacheco Pereira in ki na kratko opisuje naslednje:
Najsrečnejši knez, vedeli smo in videli smo, kako je bilo v tretjem letu vaše vladavine leta Gospodovega 1498, ko nam je vaša visokost naročila, naj odkrijemo zahodno regijo, odkrito in prepluto zelo veliko kopno s številnimi velikimi otoki, ki se razteza 70° severno od ekvatorja in je onkraj veličine oceana; ta oddaljena dežela je gosto poseljena in se razteza 28° stopinj na drugi strani ekvatorja proti Antarktičnemu polu. Njena velikost in dolžina sta takšni, da na nobeni strani njenega konca nista bila vidna ali znana, tako da je gotovo, da obkroža celotno oblo.
Pereira je narisal zemljevid sveta, ki prikazuje ta koncept in je omenjen v 5. poglavju Esmeralda, vendar je bil od takrat izgubljen. Dejal je: »Za boljše razumevanje našega dela smo tukaj postavili naslikan zemljevid sveta z obliko in opisom teh dežel.« Zemljevid sveta Lopa Homema iz leta 1519 je predstavil ta koncept in prikazoval OCEANUS MERIDIONALIS in INDICUM MARE (Atlantski in Indijski ocean), ki ju obdaja celinska Zemlja. Zemljevid sveta, ki ga je leta 1513 iz portugalskih virov sestavil osmanski admiral in kartograf Piri Reis, je zemljevid te vrste, očitno izpeljan iz Pereirovega.
V svoji knjigi Temelji portugalskega imperija, 1415–1580 zgodovinarji Bailey Wallys, Boyd Shafer in George Winius, ki se opirajo na portugalskega zgodovinarja Duarteja Leiteja in druge avtorje, podajajo naslednji komentar:
»Kar je resnično pomembno,« pravi Duarte Leite, »je vedeti, ali je Pacheco prispel v Brazilijo pred Alvaresom Cabralom (22. aprila 1500). V soglasju z Lucianom Pereiro pravijo, da je to storil tudi sodobni portugalski zgodovinarji, kot so Faustino da Fonseca, Brito Rebelo, Lopes de Mendonça in Jaime Cortesão ... tako kot Vignaud; in verjamem, da mu v Braziliji ne manjka podpornikov.« „Vendar,“ pravi Leite, „če je Pacheco res odkril območja vzhodno od demarkacijske črte in o tem prinesel novico [kralju] Manuelu [Portugalskemu], mi razlog, zaradi katerega je Don Manuel to ohranil v tajnosti ... tako pomembno odkritje, uide. Takoj ko se je Cabral leta 1501 vrnil, je Manuel Ferdinandu in Izabeli Španski oznanil odkritje Brazilije. Zakaj ne bi leta 1499, po vrnitvi Vasca da Game, dal podobnega obvestila, če je Pacheco že odkril Brazilijo? Španija glede na delitev, ki jo je uvedla Tordesillaška pogodba, ni mogla ugovarjati, saj leta 1501, ko je bilo objavljeno Cabralovo odkritje, ni bilo nobenega ugovora. Prepričan sem, da Pacheco ni odkril Brazilije niti leta 1498 niti ni bil dve leti pozneje prisoten pri njenem odkritju s strani Cabrala.«
Duarte Pacheco Pereira je Esmeraldo de Situ Orbis prva evropska navigacijska knjiga, ki omenja obalo Brazilije.[

## Poroka in potomci
Poročil se je z António de Albuquerque, hčerko Jorgeja Garcêsa in žene Isabel de Albuquerque Galvão, edino hčerko Duarteja Galvãoja s prvo ženo Catarino de Sousa e Albuquerque, in imel osem otrok:
João Fernandes Pacheco, ki se je poročil z dono Mario da Silva, brez potomcev in imel prastilno hčerko, poročeno s potomci
- Jerónimo Pacheco, ki je umrl neporočen in brez potomcev v Tangerju
- Maria de Albuquerque, poročena z Joãom da Silvo, Alcaide-Mór iz Soureja, in je imela poročeno hčerko s težavami
- Isabel de Albuquerque
- Garcia Pacheco
- Gaspar Pacheco
- Duarte Pacheco
- Lisuarte Pacheco, izvenzakonski po zapisih.